# 莺哥木
莺哥木（学名：Vitex pierreana），为马鞭草科牡荆属下的一个植物种。